# Meginher (Hersfeld)
Meginher (auch Meginheri, Meginharius, gestorben 26. September 1059) war Benediktinermönch und von 1036 bis zu seinem Tod Abt der Reichsabtei Hersfeld. Unter seiner Leitung erlebten die Reichsabtei und die zugehörige Klosterschule eine Zeit kultureller Blüte.

## Leben
Zur Herkunft Meginhers und zu seiner Jugend ist nichts bekannt, auch sein Alter ist unbekannt. 1031 wurde er unter seinem Vorgänger Rudolf (Rotho) der erste namentlich bekannte Dekan der Abtei. Vermutet wird, dass er zusammen mit Rudolf zuvor als Mönch in der Reichsabtei Stablo war, da er wie dieser Anhänger der von Poppo von Stablo initiierten Klosterregeln war und diese wie bereits Rudolf in Hersfeld durchsetzte. Nach Rudolfs Wahl zum Bischof von Paderborn wurde Meginher zu seinem Nachfolger gewählt und trat sein Amt im Oktober 1036 an.
Meginher galt als Mann mit universaler Bildung und großer Gelehrsamkeit. Er widmete sich besonders der Hersfelder Klosterschule, als deren Leiter er bereits vor 1034 verzeichnet ist. Sie erlebte unter ihm eine große Blüte und wurde auch von Schülern aus anderen Klöstern aufgesucht. Sein Wirken und der dadurch erlangte Ruf der Abtei führte unter anderem dazu, dass sich der spätere Geschichtsschreiber Lampert von Hersfeld 1058 für den Eintritt in den Hersfelder Konvent entschied. Gelobt wurde von Meginhers Zeitgenossen jedoch auch seine praktische Wahrnehmung der Leitungsfunktionen als Abt.
Im Jahr 1038 brannte die damalige Kirche der Reichsabtei ab. Meginher initiierte den umgehenden Wiederaufbau im romanischen Stil, die heutige, während des Siebenjährigen Kriegs 1761 zerstörte Stiftsruine Bad Hersfeld. Bereits zwei Jahre nach dem Brand konnte Meginher 1040 zur Weihe von Chor und Krypta König Heinrich III. in Hersfeld begrüßen. Heinrich III., dessen Vertrauter und Ratgeber Meginher wurde, bedachte die Reichsabtei mit diversen Schenkungen und bestätigte ihr die von Kaiser Otto II. und Papst Johannes XIII. verliehenen Rechte der freien Abtwahl und der direkten Unterstellung unter den Heiligen Stuhl (Exemtion). Im Gegenzug trat Meginher dem Kaiser für die Einrichtung des Stifts St. Simon und Judas  in dessen bevorzugter Pfalz in Goslar die Reliquien der bisherigen Hauptheiligen der Klosterkirche, der beiden Apostel Simon Zelotes und Judas Thaddäus, ab. Aufgrund des guten Rufs von Meginher und der Hersfelder Klosterschule sorgte Heinrich III. zudem für diverse Berufungen von Hersfelder Mönchen als Äbte anderer Reichsklöster, u. a. an die Abteien Tegernsee, Fulda und St. Michael in Hildesheim. Meginher hatte damit eine wichtige Rolle in Heinrichs Kirchenpolitik.

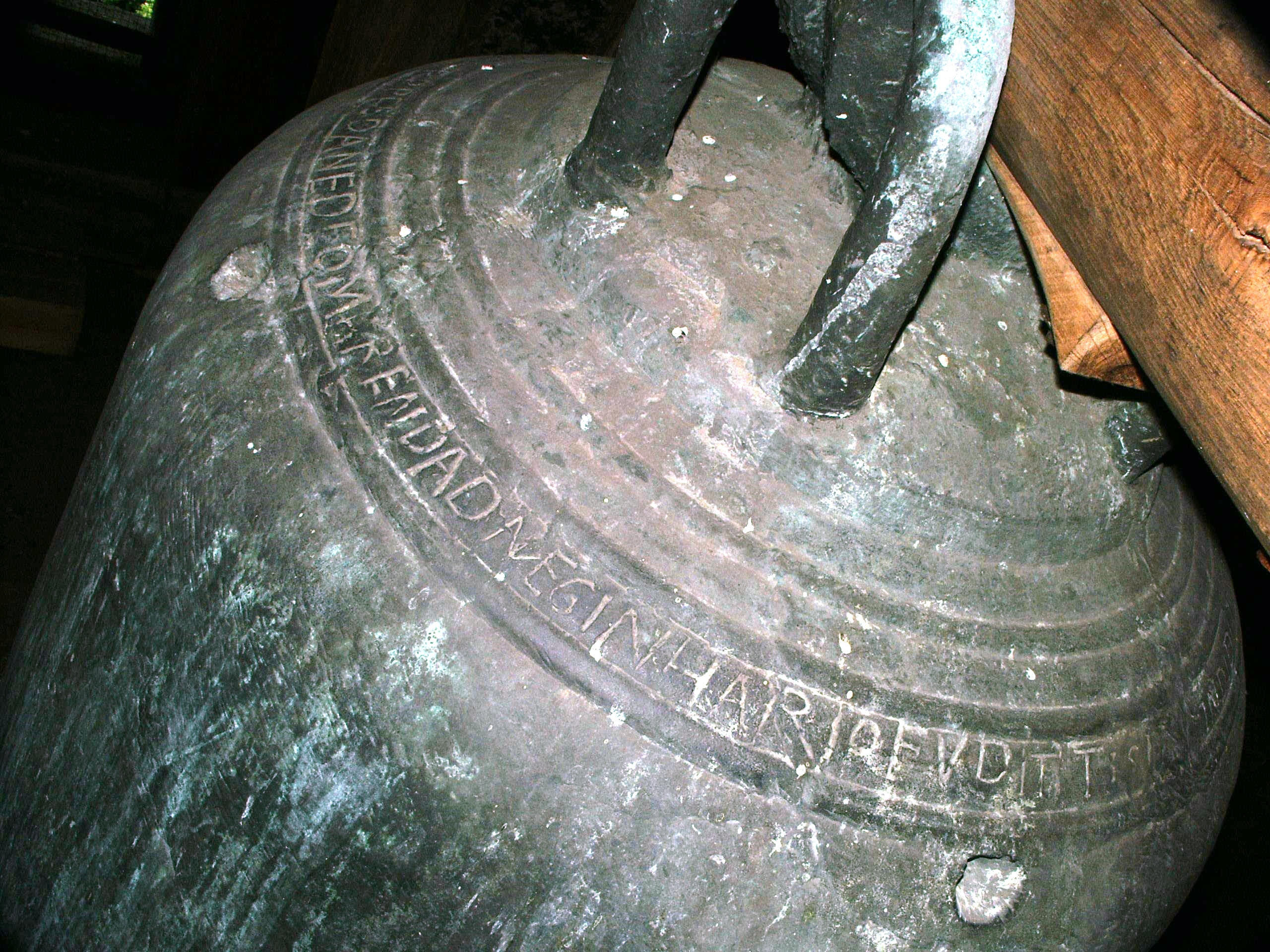
Meginhers Name auf der Lullusglocke

Unter Abt Meginher entstand 1038 die älteste noch erhaltene Glocke in Deutschland, die Lullusglocke. Laut Inschrift auf der Glocke wurde sie im zweiten Jahr von Meginhers Amtszeit gegossen. Während seiner Amtszeit wurden auch die ersten bekannten Münzen der Abtei geprägt.
Nach 1050 wurde die Abtei in Zehntstreitigkeiten mit den Bischöfen von Mainz und Halberstadt verwickelt. 1054 reiste Meginher nach Rom. Von Papst Leo IX., der wahrscheinlich in seiner Jugend Schüler der Hersfelder Klosterschule gewesen war, erhielt Meginher das Exemtionsprivileg, das die Abtei von der ursprünglichen Unterstellung unter das Erzbistum Mainz gelöst hatte, erneut bestätigt. Während sich Meginher schließlich 1057 mit dem Mainzer Erzbischof Luitpold I. über die strittigen Zehnten in der Wetterau verständigen konnte, bedurfte es im Streit mit Halberstadt um den Zehnten im Hassegau der päpstlichen Intervention – Papst Nikolaus II. nahm 1059 in einem Brief an Bischof Burchard I. von Halberstadt die Reichsabtei und ihre Rechte in Schutz. Nach Meginhers Tod schwelte der Streit mit Halberstadt dennoch weiter, erst Abt Heinrich I. von Bingarten (Amtszeit 1127–1155) konnte die Hersfelder Ansprüche endgültig durchsetzen. Meginher starb am 26. September 1059 nach kurzer schwerer Krankheit.